# Nyklassicisme
Nyklassicisme, neoklassicisme eller  nyantik og senklassicisme er en stilretning inden for kunst, arkitektur og kunsthåndværk i Europa og Nordamerika. Retningen, der tog udgangspunkt i antikkens græske og romerske kunst, var fremherskende ca. 1750-1850. Den byggede på den tyske arkæolog Johann Joachim Winckelmanns skrifter og fundene ved udgravningerne i Herculaneum og Pompeji.

## Billedkunst
Nyklassicismens billedkunst, der ofte havde islæt fra den samtidige romantik, repræsenteres af den franske maler Jacques-Louis Davids Horatiernes ed. Han var lærer for bl.a. C.W. Eckersberg og den italienske billedhugger Antonio Canova; i Danmark udvikledes stilen af maleren Nicolai Abildgaard og billedhuggerne Johannes Wiedewelt og frem for alle Bertel Thorvaldsen.

## Arkitektur
Den nyklassicistiske arkitektur var foruden antikken inspireret af renæssancens arkitektur, fortrinsvis Andrea Palladios bygninger.
Blandt dens repræsentanter var Ange-Jacques Gabriel, Claude-Nicolas Ledoux, Robert og James Adam, K.F. Schinkel og Leo von Klenze. I Danmark var bl.a. C.F. Harsdorff og C.F. Hansen med deres enkle bygninger med få dekorative detaljer fremtrædende skikkelser.

## Begyndelsen af 1900-tallet
I begyndelsen af 1900-tallet satte endnu en nyklassicistisk bølge præg på arkitekturen. Centrale værker i Danmark inden for denne strømning er Faaborg Museum (1915) af Carl Petersen og Politigården i København (1918-23) af Hack Kampmann og Aage Rafn.
Den tidlige nyklassicisme inden for både arkitektur og kunsthåndværk betegnes ofte Louis Seize-stil; den videreudvikledes til directoirestil og senere empire. Inden for musikken anvendes som regel betegnelsen neoklassik.